# Folytassa, Emmanuelle
Folytassa, Emmanuelle, angolul: Carry on Emmannuelle, 1978-ban bemutatott brit (angol) erotikus filmvígjáték, a Gerald Thomas által rendezett Folytassa… filmsorozat utolsó előtti, 30. darabja. A film Just Jaeckin négy évvel korábban, 1974-ben mozikba került szexfilmjének, az Emmanuelle-nek paródiája. Jogi kifogások megelőzésére a film hivatalos címében a főszereplő Emmanuelle nevét tudatosan két n-nel írták, az angol cím e kétféle írásmódban kering.

A magyar nyelvű filmcím írásmódja is változó, vesszővel és/vagy felkiáltójellel vagy anélkül is előfordul.

## Cselekmény
Emmannuelle (Suzanne Danielle) hosszú távollét után Londonba utazik férjéhez, Émile Prévert-hez, az ottani francia nagykövethez (Kenneth Williams). A Concorde fedélzetén unaloműzésből elcsábítja a félénk Theodore-t. Még saját ruháit is a repülőgépen felejti. A szex-éhes szépasszony igen bánatos, mert férje nem foglalkozik vele. Émile ugyanis még mézesheteikben, egy közös ejtőernyős szex-ugrás közben a templomtorony csúcskeresztjén landolt, és úgy véli, többé nem képes boldoggá tenni Emmanuelle-t. Mindenféle ürüggyel kitér nejének szenvedélyes testi közeledése elől, és csak body-buildinggel foglalkozik. A rezidencia személyzete – Lyons komornyik, Leyland sofőr, Mrs. Dangle házvezetőnő és Richmond, a jobb napokat látott inas – meglepetve értesülnek, hogy Prévert-nek felesége is van. Felváltva kukkolnak a hálószoba kulcslyukánál és a látottakat összevetik saját ifjúkoruk pajzán emlékeivel. A nagyköveti díszvacsorán Emmanuelle hosszú távol-keleti útjának élményeiről mesél (visszautalás Just Jaeckin első Emmanuelle-filmjére, Sylvia Kristel bangkoki kalandjaira).
A frusztrált Emmanuelle a férjétől nem kap szexet, ezért ágyba bújik minden keze ügyébe eső férfivel. Sorra kerülnek férjének protokoll vendégei, a londoni rendőrfőkapitány, a brit igazságügyminiszter, a vezérkar főnöke, a flotta admirálisa, a legfelső bíróság elnöke, az amerikai és az arab nagykövet, sőt Nagy-Britannia miniszterelnöke is, majd Lyons, a komornyik, egy komplett labdarúgócsapat (játékvezetőkkel együtt) és Émile body-building edzője, Harry Hernia is. Emmanuelle csak egyszer ütközik érdektelenségbe: egy medveszőrkucsmás őrtálló gárdista előtt vetkőzik le, de az ügyet sem vet rá, viszont puszit hint az Emmanuelle mellett elsétáló fiatalembernek.
A félszeg Theodore a Concorde-os szex után fülig szerelmes lesz Emmanuelle-be, zsarnok anyja hiába inti, hogy „az a lány csak bajt hoz rád”. Zaklatja és feleségül kéri Emmanuelle-t, aki azonban lepattintja és kineveti. A kiábrándult Theodore bosszút áll: kikémleli Emmanuelle változatos szex-randevúit, és leadja egy újságnak. Kitör a botrány, egész Anglia ezen csámcsog, de Emmanuelle nem zavartatja magát, egyenes adásban magáévá teszi a pletyka-tv őt interjúvoló műsorvezetőjét, Harold Humpot (a Benny Hill Show-ból ismert Henry McGee-t) is.
A család orvosa közben megállapítja, hogy Émile-nak semmi baja, nyugodtan szexelhet feleségével. Boldog egymásra találásuk után Emmanuelle várandós lesz, pedig diákkora óta folyamatosan védekezett. Émile bevallja, hogy egy ismerős patikussal összejátszva kicserélte Emmanuelle fogamzásgátló tablettáit termékenység-serkentőkre. Emmanuelle megjavul, a vele csintalankodni vágyó orvos ajánlatát már erkölcsös férjes asszonyként öntudatosan visszautasítja. Nyolcasikreket szül és boldog családi életre rendezkedik be férje mellett.

## Szereposztás
| Szerep                         | Színész           | Magyar hangja (1. szinkron) |
| ------------------------------ | ----------------- | --------------------------- |
| Émile Prévert nagykövet        | Kenneth Williams  | Harsányi Gábor              |
| Leyland sofőr                  | Kenneth Connor    | Gruber Hugó                 |
| Mrs. Dangle házvezetőnő        | Joan Sims         | Molnár Piroska              |
| Lyons komornyik                | Jack Douglas      | Szilágyi Tibor              |
| Richmond inas                  | Peter Butterworth | Kenderesi Tibor             |
| Emmanuelle, Émile felesége     | Suzanne Danielle  | Kiss Erika                  |
| Mrs. Valentine, Theodore anyja | Beryl Reid        | Halász Aranka               |
| Theodore Valentine             | Larry Dann        | Kerekes József              |
| Harold Hump tévémoderátor      | Henry McGee       | Csankó Zoltán               |
| Bevándorlási tiszt             | Dino Shafeek      | Fazekas István              |
| Doktor                         | Albert Moses      | Fazekas István              |
| Brit miniszterelnök            | Robert Dorning    | Makay Sándor                |
| Amerikai nagykövet             | Bruce Boa         | Rudas István                |
| Flottaadmirális                | Jack Lynn         | Kardos Gábor                |
| Öreg tábornok                  | Eric Barker       | N/A                         |
| Német katona                   | Gertan Klauber    | Hankó Attila                |
| Harry Hernia, „szupermuszkli”  | Howard Nelson     | Haás Vander Péter           |
| Legfelső Főbíró                | Llewellyn Rees    | N/A                         |

- További magyar hang: Izsóf Vilmos.

## Készítése
A rendező olyan erotikus (szoftszex) filmet szándékozott csinálni, amely egyidejűleg az Emmanuelle-filmek paródiája is. Nem az Emmanuelle franchise körében készült, a producer meg akarta előzni az esetleges jogi követeléseket, ezért az eredeti (angol nyelvű) filmcímben Emannuelle írásmódot használtak (2 n-nel). A film nemzetközi forgalmazása során ezt a formaságot nem mindig tartják be, mindkét írásmód előfordul. (Hasonló trükköt alkalmaztak az olasz Emanuelle-utángyártók, akik egy m betűt hagytak el a névből, jogászi igények megkerülésére.)
A forgatási munkák alig egy hónapig tartottak, ez volt a sorozat történetében a legrövidebb forgatás. Számos londoni helyszínen vettek fel jelenetet, a Heathrow repülőtéren, a Mall-on, a lovastestőrség laktanyájánál, a Westminster-nél, a londoni amerikai nagykövetségnél, a Wembley stadionban, a New Scotland Yard épületében és másutt.

## Fogadtatás, kritikák
Szimpla kerettörténete, gyenge humora, összecsapott kivitele miatt a kritikusok többsége lehúzta. Gyengeségének egyik okát abban látták, hogy Gerald Thomas rendező húsz éven át készített Folytassa-sorozata kimerült, humora elkopott, stílusa nem tudott megújulni. Barbara Windsor részvételét betervezték ugyan, de ő lemondta. A sorozat régi veteránjai, Joan Sims, Peter Butterworth, Kenneth Connor és Kenneth Williams megöregedtek, fáradtnak hatottak. Ekkor jelentek meg utoljára a sorozatban.
„Ahogy az Emmanuelle-sorozat szoftpornó filmjeit próbálja parodizálni, a Folytassa… sorozat a mélypontra süllyedt. Humorának színvonala olyan alacsony, mint a célba vett testrészé.” (Lexikon des internationalen Films, Systhema kiadó, München 1997.) (németül)
A kritikusok egy része olcsó szexkomédiának írta le, mások sikeres paródiának látták. Suzanne Danielle életvidámsága, Sylvia Kristel-re emlékeztető stílusa kapott némi elismerést, de pl. Tom Cole kritikus a Radio Times-ban Lolita-stílusúnak minősítette.
Philip French angol kritikus írta: „Rosszul megírt, rosszul időzített olcsó viccek sorozata. Mind morálisan, mind esztétikailag a legsértőbb mozifilm, ami valaha is kikerült brit stúdióból.” 
Christopher Tookey kritikus a filmet „zavarba ejtően gyengének” minősítette.
A film iránti kezdeti érdeklődés kérészéletűnek bizonyult, szemben a sorozat korábbi filmjeivel, amelyek évtizedek után is tartós filmslágerek maradtak. Az utolsó három Folytassa-filmről („Angliában, Emmanuelle, Kolumbusz”) általában úgy vélekednek, hogy ezek voltak a sorozat leggyengébb darabjai. Volt, aki az egész sorozat kimúlását a Folytassa, Emmanuelle nyakába varrta.
A film után a sorozat gyakorlatilag leállt. Másfél évtizednyi szünet után, 1992-ben egy utolsó próbálkozással, a Folytassa, Kolumbusz!-szal a sorozat kimúlt.